# سوق صاروجا
سوق صاروجا وهو أحد أسواق مدينة دمشق، وعلى لسان أهل دمشق سوق ساروجا، يقع في الشمال المجاور من محلة تحت القلعة (منطقة سوق الهال وسوق الخيل وجامع يلبغا)، بين محلة القيبة وبوابة الصالحية، وأصل التسمية: سويقة صاروجا، أنشئه الأمير صارم الدين صاروجا المظفري في العهد المملوكي سنة 760هـ.